# Contea di Parmer
La contea di Parmer in inglese Parmer County è una contea dello Stato del Texas, negli Stati Uniti. La popolazione al censimento del 2010 era di 10 269 abitanti. Il capoluogo di contea è Farwell. La contea è stata creata nel 1876 ed organizzata nel 1907. Il suo nome deriva dal giudice Martin Parmer, uno dei primi firmatari della Dichiarazione d'indipendenza del Texas.

## Geografia fisica
| Anno | Popolazione | ±%       |
| ---- | ----------- | -------- |
| 1890 | 7           | Note:    |
| 1900 | 34          | 385.7%   |
| 1910 | 1,555       | 4,473.5% |
| 1920 | 1,699       | 9.3%     |
| 1930 | 5,869       | 245.4%   |
| 1940 | 5,890       | 0.4%     |
| 1950 | 5,787       | −1.7%    |
| 1960 | 9,583       | 65.6%    |
| 1970 | 10,509      | 9.7%     |
| 1980 | 11,038      | 5.0%     |
| 1990 | 9,863       | −10.6%   |
| 2000 | 10,016      | 1.6%     |
| 2010 | 10,269      | 2.5%     |

Secondo l'Ufficio del censimento degli Stati Uniti d'America la contea ha un'area totale di 885 miglia quadrate (2290 km²), di cui 881 miglia quadrate (2280 km²) sono terra, mentre 4,4 miglia quadrate (11 km², corrispondenti allo 0,5% del territorio) sono costituiti dall'acqua.

### Strade principali
- U.S. Highway 60
- U.S. Highway 70
- U.S. Highway 84
- State Highway 86
- State Highway 214

### Contee adiacenti
- Deaf Smith County (nord)
- Castro County (est)
- Lamb County (sud-est)
- Bailey County (sud)
- Curry County (ovest)

## Galleria d'immagini

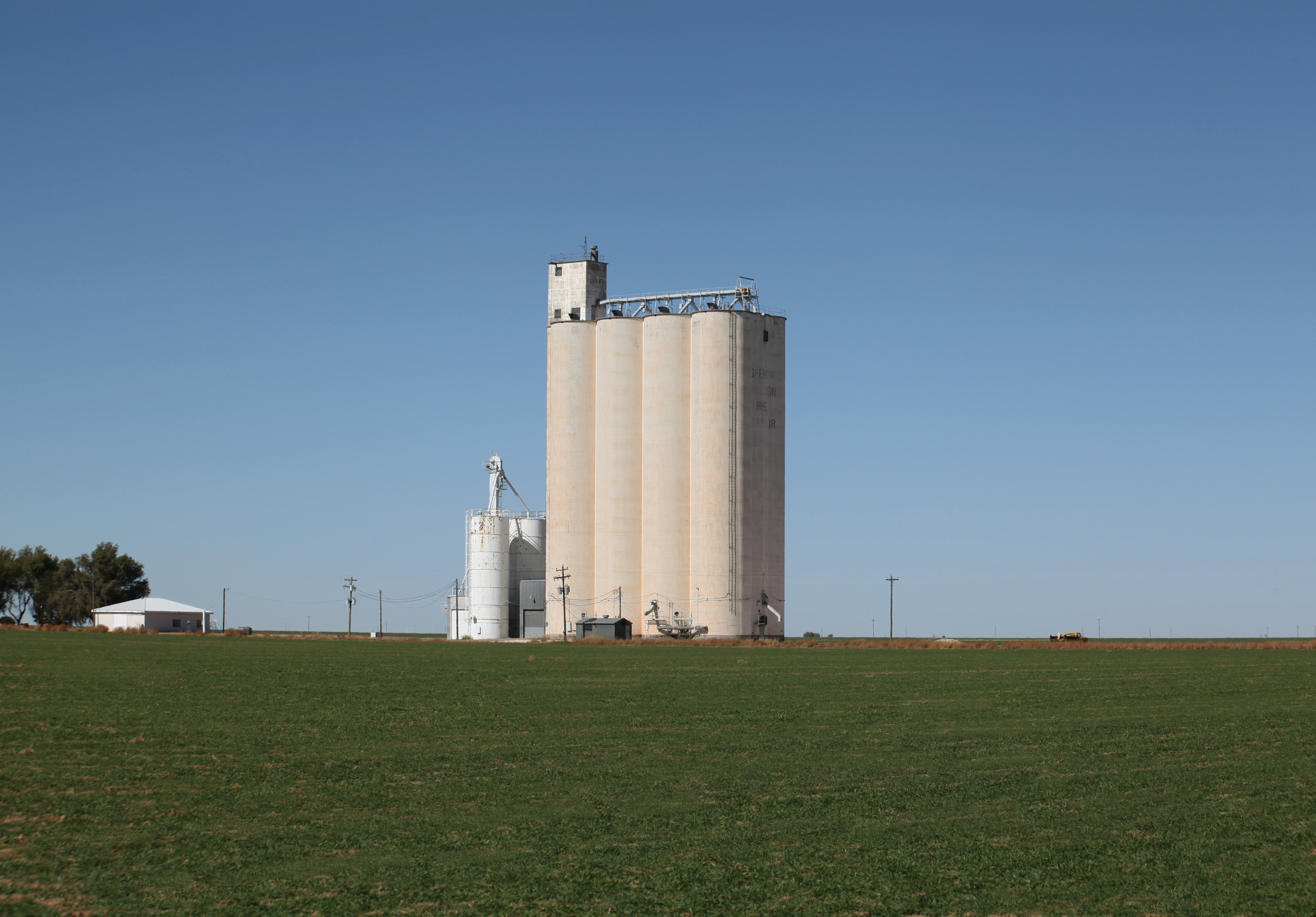
Ascensore di grano nel nord-ovest di Parmer County, a Farwell
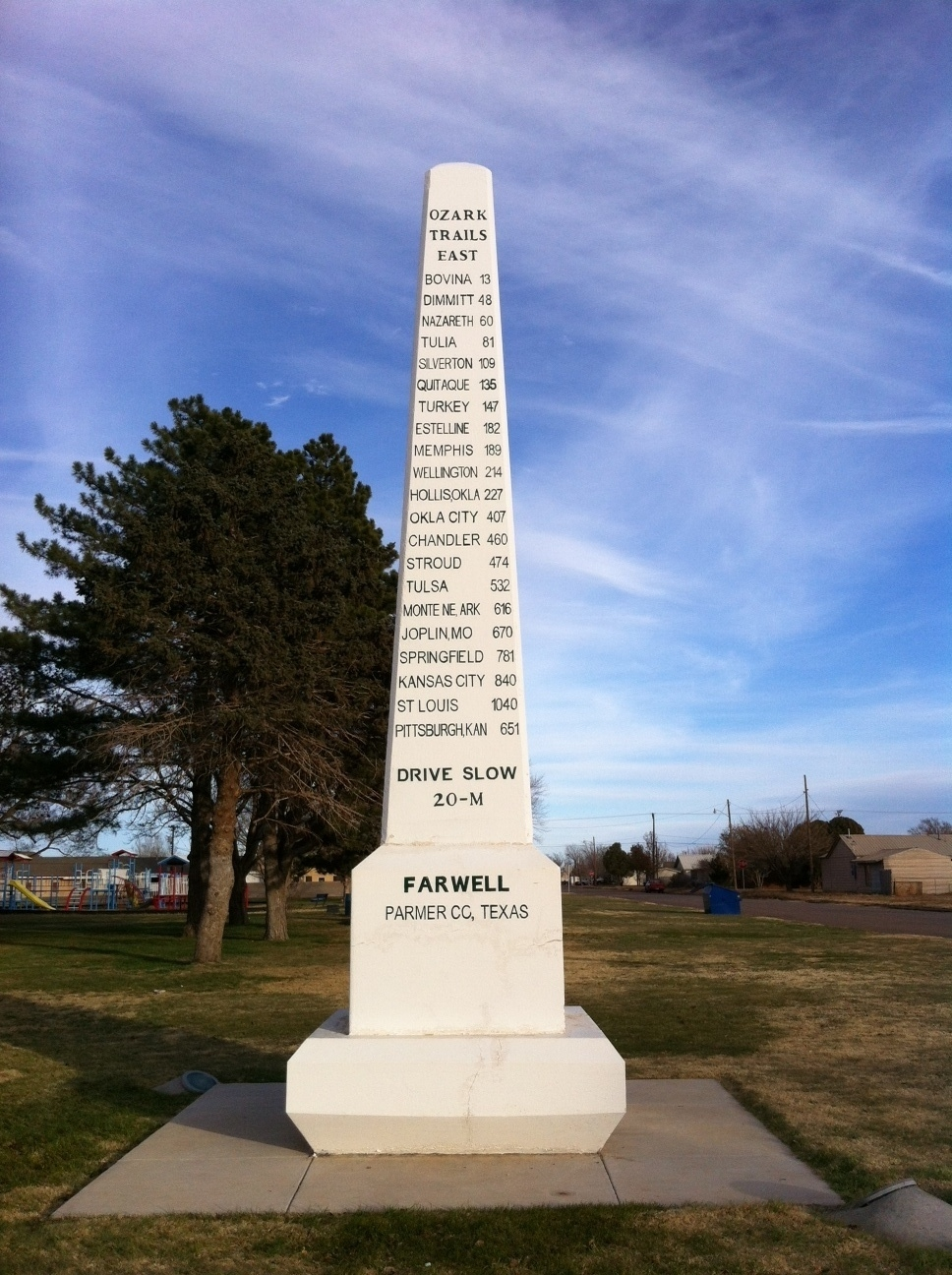
Monumento a Farwell
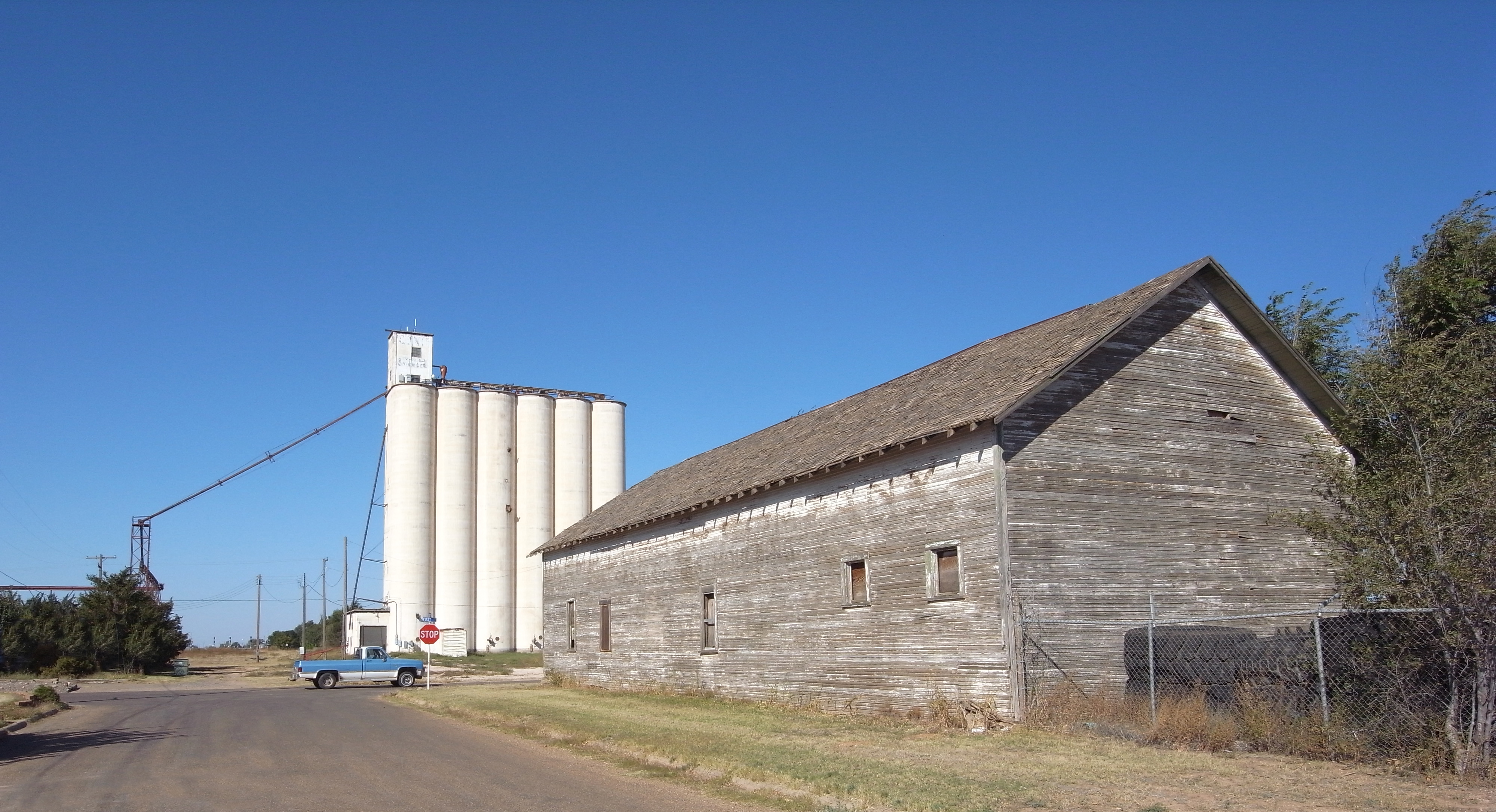
Un'altra immagine dell'ascensore di grano.